# Gesamtverband Kommunikationsagenturen
Der Gesamtverband Kommunikationsagenturen GWA e. V. ist ein Interessenverband deutscher Kommunikations- und Werbeagenturen mit Sitz in Frankfurt am Main.

## Geschichte
Ursprünglich stand die Abkürzung GWA für die im Jahr 1952 gegründete „Gesellschaft Werbeagenturen“. Diese fusionierte 1986 mit dem Wirtschaftsverband Deutscher Werbeagenturen (WDW) unter dem Namen Gesamtverband Werbeagenturen GWA. Seit 2002 ist der Verband unter der heutigen Bezeichnung Gesamtverband Kommunikationsagenturen GWA bekannt. Die Umbenennungen spiegeln die Entwicklungen der Branche wider. Mit der Digitalisierung und Differenzierung der Medienlandschaft veränderten sich die Aufgaben der Werbeagenturen, weg von reiner Werbung hin zu ganzheitlicher Kommunikation. Deshalb wurde die Umbenennung notwendig. Geschäftsführer des GWA ist seit 2009 Ralf Nöcker. Präsidentin des Vorstands ist Larissa Pohl von WPP.
Zu den rund 160 Mitgliedern im GWA gehören führende Agenturen aus Deutschland wie DDB (Deutschland), BBDO, Grey, Jung von Matt, McCann, Saatchi & Saatchi und Scholz & Friends. In der Satzung hinterlegte Aufnahmekriterien entscheiden über die Aufnahmefähigkeit einer Agentur.
Seit 2017 unterhält der GWA ein Büro in Berlin und steht seitdem auch mit der Politik im Dialog etwa über Fragen des Arbeitsrechts und der Werberegulierung.

## Preisverleihungen
Der GWA führt regelmäßig eigene Preisverleihungen durch. Der bekannteste Preis ist der GWA Effie. Er wird nach gleichen Kriterien in mehr als vierzig Ländern verliehen und zeichnet nachweislich wirksame Markenkommunikation aus. Der GWA Junior Agency-Award richtet sich an Studierende. 

## Publikationen
Zu den Publikationen des GWA zählen das GWA Jahrbuch mit Porträts seiner Mitglieder und das GWA Effiebuch mit der Vorstellung der jeweiligen Finalisten und Sieger der Preisverleihung. Der GWA ist Initiator einer Internet-Seite zur Agenturauswahl.

## Kooperationen
Der GWA ist Mitglied im Zentralverband der Deutschen Werbewirtschaft (ZAW).